# Anastrepha townsendi
Anastrepha townsendi är en tvåvingeart som beskrevs av Greene 1934. Anastrepha townsendi ingår i släktet Anastrepha och familjen borrflugor. Inga underarter finns listade i Catalogue of Life.